# حسين آباد علم خان (مقاطعة فهرج)
حسين‌آباد علم خان (بالفارسية: حسین‌آباد علم خان) هي قرية تقع في البلدة المركزية في إيران. يقدر عدد سكانها بـ 1,046 نسمة .